# Mazahuacán, Tianguistengo
Mazahuacán är en ort i Mexiko.   Den ligger i kommunen Tianguistengo och delstaten Hidalgo, i den sydöstra delen av landet, 170 km norr om huvudstaden Mexico City. Mazahuacán ligger 847 meter över havet och antalet invånare är 134.
Terrängen runt Mazahuacán är lite bergig. Runt Mazahuacán är det ganska tätbefolkat, med 75 invånare per kvadratkilometer. Närmaste större samhälle är Calnali, 15,4 km nordväst om Mazahuacán. I omgivningarna runt Mazahuacán växer i huvudsak städsegrön lövskog.